# Intrauterine Wachstumsretardierung
Als intrauterine Wachstumsretardierung (IUWR) – synonym verwendet werden auch: pränatale Dystrophie und fetale Hypotrophie, englisch: Intrauterine growth restriction (IUGR) – wird eine vorgeburtliche Entwicklungsstörung unterschiedlicher Ausformung und Ursache bezeichnet. Dies kann sich „symmetrisch“ sowohl auf Körpergewicht und Körperlänge, als auch „asymmetrisch“ nur auf das Körpergewicht des Ungeborenen beziehen, wobei die Größe des Kopfes normal ist und vor allem der Bauchumfang reduziert ist. Diagnostiziert werden kann eine Wachstumsretardierung bei den im Rahmen der Schwangerschaftsvorsorge im 2. und 3. Trimenon durchgeführten Fetometrien.
Gründe für eine intrauterine Wachstumsretardierung können sowohl äußere Faktoren als auch mütterliche oder kindliche Krankheiten sein.
Weltweit der häufigste Grund für eine Wachstumsretardierung ist die Unterernährung. Weitere äußere Faktoren sind unter anderem Nikotin und Alkohol oder eine Strahlenexposition.
Krankheiten, die eine Wachstumsverzögerung bewirken können, sind intrauterine Infektionen (z. B. Röteln, Cytomegalie, Toxoplasmose, Lues). Bedeutsam können auch mütterliche Gerinnungsstörungen, wie z. B. das Antiphospholipid-Syndrom, eine Faktor-V-Leiden-Mutation etc. sein.
Auch embryonale Fehlbildungen, mütterliche Anämie oder Stoffwechselerkrankungen (wie z. B. Diabetes mellitus), Gebärmutterfehlbildungen, Chromosomenaberrationen (wie z. B. Trisomie 21), immunologische Maladaptationen, Hypoxie oder kindliche Stoffwechselerkrankungen können verantwortlich sein.
Die intrauterine Wachstumsretardierung kann zu gravierenden Veränderungen im Stoffwechsel des Feten führen, die postpartal persistieren und das Risiko für bestimmte chronische Erkrankungen wie z. B. koronare Herzkrankheit im späteren Lebensalter erhöhen (fetal programming).
Bei seltenen Syndromen wie dem IMAGE-Syndrom oder dem Game-Friedman-Paradice-Syndrom kann eine Wachstumsstörung mit als Hauptmerkmal vorliegen.